# Estragon
Estragon (Artemisia dracunculus; også uofficielt stavet esdragon), også kaldet drageurt, kongesalat og eddikemalurt, er en staude med en opret, svagt forgrenet vækst. Den dyrkes for sine karakteristiske, anis-duftende blad, en duft, der i øvrigt ændres under tørring. Navnet estragon stammer via fransk fra latin: dracunculus = "lille drage".

## Beskrivelse
Estragon er en flerårig, urteagtig plante, der bruges som krydderurt. Stænglerne er lysegrønne, svagt furede og behårede. Bladene er spredtstillede, linjeformede og helrandede. Oversiden er skinnende mørkegrøn, mens undersiden er lysegrøn. 
Blomsterne er samlet i små kurve, som igen danner små stande ved bladhjørnerne. Hvis planten blomstrer – hvad der er sjældent i Danmark – er de enkelte blomster hvide-lysegrønne og ganske små. Frugterne er nødder med en kort fnok. Hverken blomster eller frø ses dog ret ofte i Danmark, hvor man dyrker den sterile ”fransk estragon”.
Rodnettet består af vandrette jordstængler og kraftige, dybtgående rødder. Planten breder sig ved skud fra de underjordiske udløbere. 
Planten når en højde af omkring 60 centimeter og bliver cirka en meter bred.
Frøformerede planter af arten forhandles under navnet "russisk estragon". Det er planter, som blomstrer og sætter frø, men som ikke har den franske estragons fine, krydrede duft og smag.

## Hjemsted
Arten har sin naturlige udbredelse i Centralasien, Mongoliet, Kina, Ukraine, Rusland og Hviderusland. Desuden findes den i de centrale dele af Canada, USA og Mexico. 
På de nationale græsningsområder ved Baiyinxile i det Indre Mongoliet, Kina, vokser arten i 1.000-1.600 meters højde på tørre, næsten træløse stepper med brunjord sammen med eksempelvis asiatisk stenurt, blågrøn gåsefod, Caragana microphylla (en art af ærtetræ), dahurisk ensian, flerårig hør, fåresvingel, grøn skærmaks, gul snerre, kantet løg, kinesernellike, lancetbladet rævebønne, Lespedeza davurica (en art af kløverbusk), liden frøstjerne, Melilotus suaveolens (en art af stenkløver), Phlomis mongolica (en art af løvehale), sibirisk prydløg, smalbladet timian, Spiraea aquilegifolia (en art af spiræa), strandkarse, sølværenpris og vejpileurt

## Dyrkning
Planten trives i sol eller halvskygge gerne et lunt sted i læ. Om sommeren må den ikke mangle vand, men bør kun gødes moderat, da overgødning kan gøre den sårbar om vinteren. I vintermånederne tåler planten ikke våd jord om rødderne, og derfor er det vigtigt at dyrke den i veldrænet jord og gerne et højbed.
Planten formerer sig ved skud fra underjordiske udløbere, og man kan desuden få nye planter ved deling eller stiklinger. Den er lettest at dele om foråret, hvor hver udløber let bliver til en ny plante. Stiklinger er også lettest at få til at lykkes tidligt på sæsonen, hvor unge skud kan placeres et skyggefuldt sted f.eks. i drivhus eller mistbænk. For at holde planten sund bør den deles og flyttes hver tredje år.

## Indholdsstoffer
Alle overjordiske dele af planten dufter i frisk tilstand stærkt af anis, mens tørrede dele dufter af kumarin. De grønne dele af planten indeholder æteriske olier (estragol, fellandren og ocimen), flavonoider, garvestoffer og bitterstoffer.

## Anvendelse
Blade og unge skud af planten er et velkendt og populært krydderi, der indgår i blandinger som "fines herbes" og "bouquet garni" samt i bearnaisesauce og sauce tartare. I det franske køkken er kanin tilberedt med dijonsennep og estragon en klassiker.
Medicinsk har planten været brugt for sine fordøjelsesfremmende, varmende, febernedsættende, vanddrivende, ormedrivende og generelt stimulerende egenskaber. Tygning af bladende skulle hjælpe mod tandpine og hikke. Planten indeholder blandt andet store mængder A- og C-vitamin og jod.
| Portal | Portal:Botanik |